# Route nationale 80 (Norvège)
Pour les articles homonymes, voir Route nationale 80.
La route nationale 80 (en  norvégien : Riksvei 80, abrégé Rv80) est une route nationale en Norvège.

## Description
La route nationale 80 relie Fauske et Bodø dans le comte de Nordland avec une liaison par traversier vers l'extérieur des Lofoten.
La route nationale suit la côte nord du fjord de Skjerstad (en) et du Saltfjord et traverse les villes de Valnesfjord et Løding.
La liaison par  traversier vers Røst, Værøy et Moskenes fait partie de la route nationale 19 et représente les quatre itinéraires de traversier les plus longs de Norvège:
1. Bodø – Røst, 109,0 km
2. Bodø – Moskenes, 94,3 km
3. Bodø – Værøy, 86,3 km
4. Røst – Moskenes, 73,0 km

## Galerie

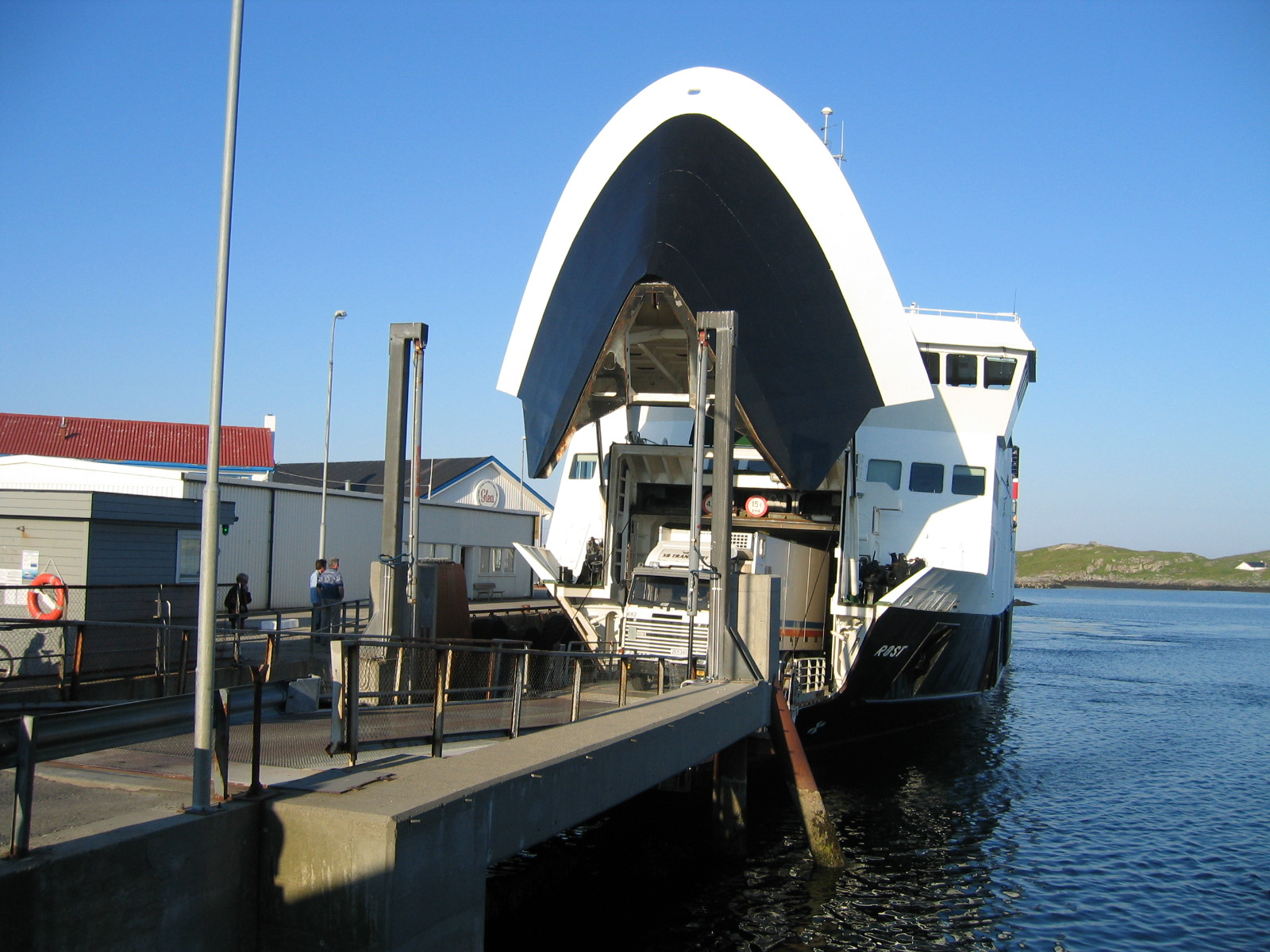
Traversier à Røst.
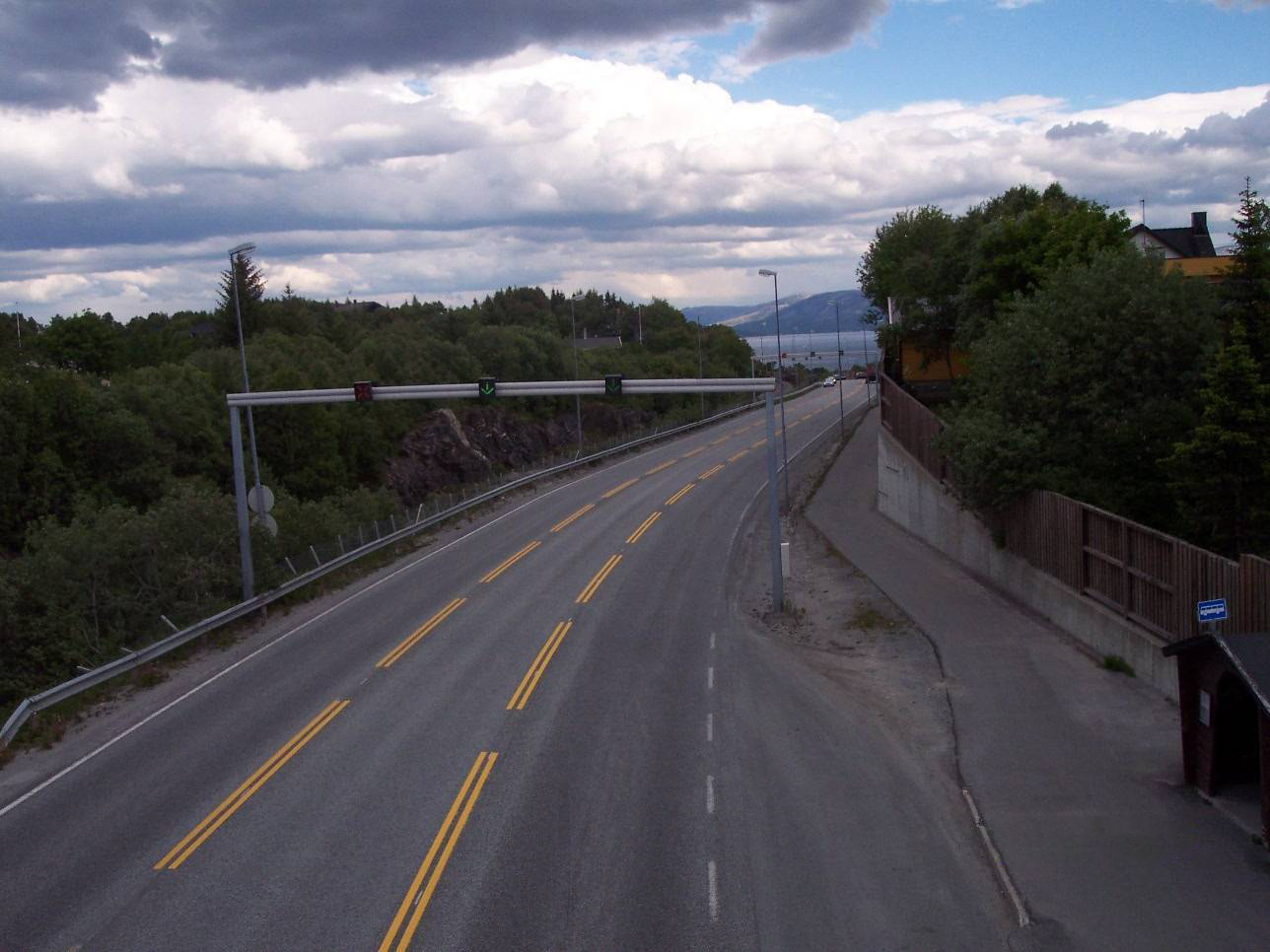
La route 80 à l'extérieur de Bodø.